# Bilal Ag Acherif
Bilal Ag Acherif (nacido en 1977, su último nombre puede ser escrito también como Cherif) es el secretario general del Movimiento Nacional para la Liberación del Azawad.
El 26 de junio de 2012, fue herido en enfrentamientos entre combatientes del MNLA y el islamista Movimiento para la Unicidad y la Yihad en África Occidental, un cobeligerante del MNLA durante la rebelión tuareg de 2012. Según un portavoz del MNLA, fue llevado a Burkina Faso para atención médica.